# 잭 모리스
잭 모리스(영어: Zack Morris, 1998년 10월 2일 ~ )는 영국의 배우이다.

## 전기
1998년 10월 2일 에식스주 브렌트우드에서 태어났다. 그는 배우가 되고 싶어 자랐다.

## 영화
- 페이드 (2011)
- 어느 날 밤 (2012)
- 이스트엔더스 (2017-2022)
- 구스범스 (2023)